# Nervilia jacksoniae
Nervilia jacksoniae là một loài thực vật có hoa trong họ Lan. Loài này được Rinehart & Fosberg mô tả khoa học đầu tiên năm 1991.